# Góra Kalwaria
Pour les articles homonymes, voir Góra Kalwaria (homonymie).
Góra Kalwaria (prononciation : [ˈgura kalˈvarʲa]) est une ville de la voïvodie de Mazovie, dans le nord-est de la Pologne,.
Elle est située approximativement à 35 km au sud-est de Varsovie, capitale de la Pologne.
Elle couvre une surface de 13,72 km2 et comptait 11 695 habitants en 2013.
Góra Kalwaria est le siège administratif (chef-lieu) de la gmina de même nom.

## Géographie
Góra Kalwaria est située à l'ouest de la Vistule

## Histoire
Fondée au XIIIe siècle, Góra Kalwaria obtient le statut de ville en 1670.
Au Moyen Âge, la toponymie de Góra signifie « Montagne ». En 1670, la cité prend le nom de Nowa Jerozolima (« Nouvelle Jerusalem »), et au XVIIe siècle, la ville devint Góra Kalwaria (« Montagne du Calvaire »). Le nom yiddish de la ville est גער (Ger). La ville comptait à la fois une communauté catholique et une communauté juive hassidique, majoritaire entre les deux guerres.
De 1975 à 1998, elle faisait partie administrativement de la voïvodie de Varsovie.
La ville possède aujourd'hui une industrie alimentaire et une industrie chimique.

## Personnalité
- Wolf Messing (1899-1974), télépathe